# Тривимірний друк будинків

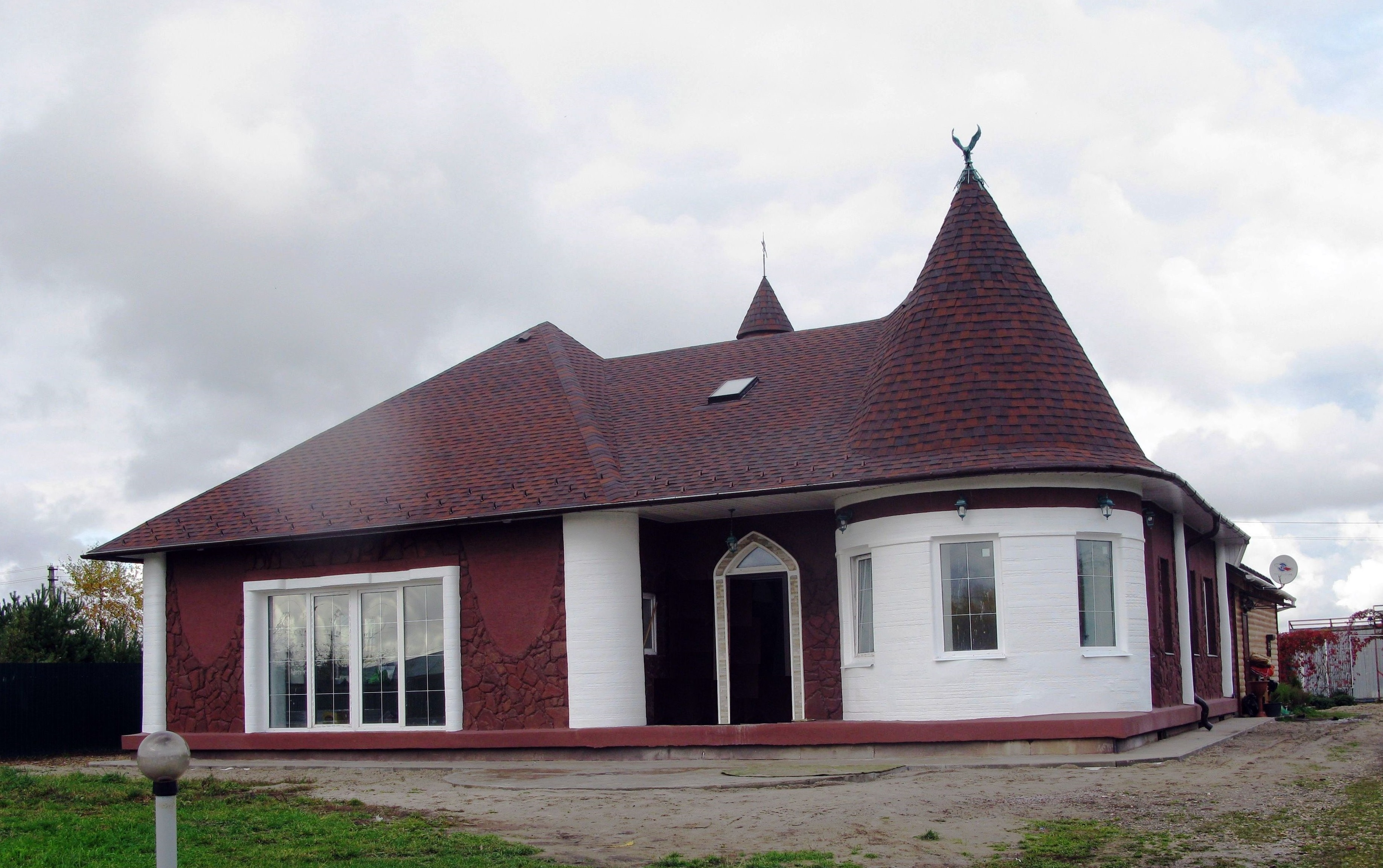
Перший в Європі житловий будинок, надрукований тривимірний друком.

Будівельний 3D-друк (c3Dp) або 3D-будівельний друк (3DCP) відноситься до різних технологій, які використовують 3D-друк як основний метод для виготовлення будівель або будівельних компонентів. Альтернативні терміни для цього процесу включають «аддитивне будівництво». «3D-бетон» відноситься до технологій екструзії бетону, тоді як автономна роботизована будівельна система (ARCS), великомасштабне адитивне виробництво (LSAM) або будівництво вільної форми (FC) відносяться до інших підгруп.
У будівельному масштабі основними методами 3D-друку є екструзія (бетон/цемент, віск, піна, полімери), порошкове з’єднання (полімерне з’єднання, реактивне з’єднання, спікання) та адитивне зварювання.
На сьогоднішній день було продемонстровано низку різних підходів, які включають виготовлення будівель і будівельних компонентів на місці та за його межами з використанням промислових роботів, портальних систем і прив’язаних автономних транспортних засобів. Демонстрації будівельних технологій 3D-друку включали виготовлення житла, будівельних компонентів (облицювання та структурних панелей і колон), мостів та цивільної інфраструктури, штучних рифів, капризів і скульптур.

## Історія

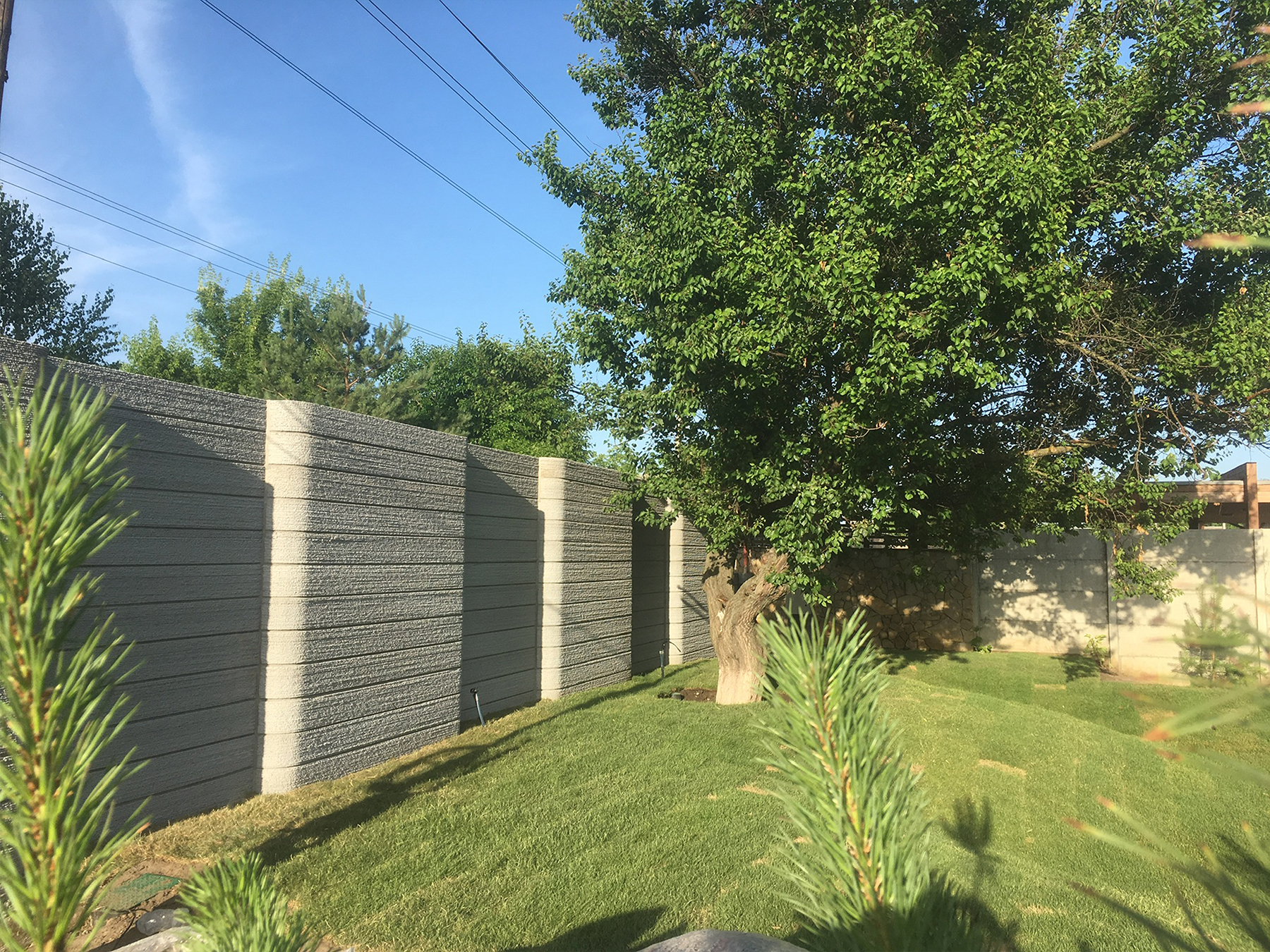
Ремісничий паркан від ConcreteFlow

Роботизована цегляна кладка була розроблена та досліджена в 1950-х роках, а пов’язана з цим розробка технологій навколо автоматизованого будівництва почалася в 1960-х роках, з бетону, що перекачується, та ізоціанатної піни. Розробка автоматизованого виготовлення цілих будівель з використанням методів ковзного формування та роботизованого складання компонентів, подібних до 3D-друку, була започаткована в Японії для усунення небезпек будівництва висотних будівель у 1980-х і 1990-х роках компаніями Shimizu і Hitachi. Багато з цих ранніх підходів до автоматизації на місці зазнали невдачі через «бульбашку» будівництва, їхню неспроможність реагувати на нову архітектуру та проблеми подачі та підготовки матеріалів на об’єкт у забудованих районах.
У 2003 році Руперт Соар залучив фінансування та сформував конструкторську групу вільної форми в Університеті Лафборо, Велика Британія, щоб дослідити потенціал розширення існуючих технологій 3D-друку для будівельних застосувань. У 2005 році група забезпечила фінансування для будівництва великого 3D-друкарська машина масштабного будівництва, яка використовує готові компоненти (бетононасос, розпилюваний бетон, портальна система), щоб дослідити, наскільки складними можуть бути такі компоненти та реалістично відповідати вимогам будівництва.
У 2005 році Енріко Діні, Італія, запатентував технологію D-Shape, використовуючи масово масштабну техніку порошкового нанесення/склеювання на площі приблизно 6 м x 6 м x 3 метрів . Незважаючи на те, що ця техніка спочатку була розроблена з системою склеювання епоксидною смолою, пізніше була адаптована для використання неорганічних сполучних агентів. Цю технологію комерційно використовували для ряду проектів у будівництві та інших секторах, у тому числі для [штучних рифів].

Подвійний екструдер від ConcreteFlow

У 2008 році 3D бетонний друк розпочався в Університеті Лафборо, Велика Британія, на чолі з Річардом Басуеллом та його колегами, щоб розширити попередні дослідження групи та звернути увагу на комерційні застосування, переходячи від портальної технології до промислового робота.
Групі Buswell вдалося ліцензувати цю роботизовану технологію компанії Skanska у 2014 році. 18 січня 2015 року компанія привернула увагу преси, представивши дві будівлі, які інтегрували компоненти, надруковані на 3D: віллу в стилі особняка та п’яти- поверхова вежа. У травні 2016 року в Дубаї відкрилася нова офісна будівля площею 250 квадратних метрів (2700 квадратних футів), яку Дубайський музей майбутнього рекламував як першу в світі офісну будівлю, надруковану на 3D-принтері.
У 2017 році було оголошено про проект будівництва надрукованого на 3D-принтері хмарочоса в Об’єднаних Арабських Еміратах. Конструкція Cazza допомогла б побудувати конструкцію. Наразі немає конкретних деталей, таких як висота будівель або точне місце розташування.
FreeFAB Wax, винайдений Джеймсом Б. Гардінером і Стівеном Янссеном із Laing O'Rourke, розробляється з березня 2013 року. У цій техніці використовується 3D-друк будівельних масштабів для виробництва великих об’ємів спеціального воску (до 400 л/год) для виготовлення «швидкої та брудної» 3D-друкованої форми для збірного бетону, бетону, армованого скловолокном (GRC), та інших матеріалів, що розпилюються. /литі матеріали. Потім ливарну поверхню фрезерують по п’яти осях, видаляючи приблизно 5 мм воску, щоб створити високоякісну форму (з шорсткістю поверхні приблизно 20 мікрон). Після затвердіння форму подрібнюють або розплавляють, а віск фільтрують і повторно використовують, що значно зменшує кількість відходів у порівнянні зі звичайними технологіями формування. Переваги технології полягають у швидкому виготовленні прес-форм, підвищеній ефективності виробництва, скороченні робочої сили та фактичному виключенні відходів завдяки повторному використанню матеріалів для індивідуальних форм. Система була вперше продемонстрована в 2014 році з використанням промислового робота. Пізніше система була адаптована для інтеграції з п’ятиосьовим високошвидкісним порталом для досягнення швидких допусків фрезерування поверхні, необхідних для системи.

## Переваги та недоліки
3D-друк дозволяє створювати унікальні споруди та їх компоненти згідно з вимогами замовників. Створення друкованих споруд більш ощадливе у використанні матеріалів і робить менше відходів. Технологія 3D-друку прискорює процес створення прототипів, що зменшує ризики змін дизайну. Майже повна автоматизація процесу будівництва суттєво знижує ризики травм для робітників.
Однак, витрати на початку будівництва зі встановленням 3D-принтера вищі, ніж за використання старіших технологій. Для ефективності будівництва потрібні стабільні погодні умови, що обмежує його час. Крім того, пристрої для 3D-друку вимагають постійного обслуговування, і їх важко транспортувати між будівельними майданчиками. Для роботи з технологією 3D-друку потрібні кваліфіковані працівники, котрих потрібно попередньо навчити. 3D-принтери не здатні ефективно працювати з усіма будівельними матеріалами, що використовуються в звичайному будівництві. До того ж часто використовують матеріали та композити з переробленої сировини, що може погіршити якість і довговічність споруди. Самі 3D-принтери не є широко доступними.